# Antou Jallow
Antouman "Antou" Jallow, född 11 juni 1981 i Uppsala i Uppsala län, är en svensk före detta fotbollsspelare (anfallsspelare).
Jallow debuterade 2000 för Sirius i Division II men flyttade 2001 till USA för studier och spel i universitetslaget UWM Panthers. Säsongen 2005 blev Jallow draftad av MLS-laget San Jose Earthquakes men flyttade hem till Sverige samma år för spel i Gefle. Jallow spelade två säsonger för Gefle i Allsvenskan men fick sparsamt med speltid, varför han valde att återvända till hemstaden och Sirius till säsongen 2007.

## Klubbar
- Danmarks IF (moderklubb)
- IK Sirius (2000-2001)
- University of Wisconsin-Milwaukee Panthers (2001-2004)
- Gefle IF (2005-2006)
- IK Sirius (2007-2008)
- Portland Timbers (2008-2009)